# Charles Napier (aktor)
Charles Napier, sir Charles Whitnel Napier (ur. 12 kwietnia 1936 w Scottsville, zm. 5 października 2011 w Bakersfield) – amerykański aktor filmowy i telewizyjny, znany z charakterystycznych ról drugoplanowych, często grywał postacie tzw. mocnych charakterów; stróżów prawa i wojskowych w filmach akcji.

## Filmografia
- Cherry, Harry i Raquel! (1970) jako Harry
- Poza doliną lalek (1970) jako Baxter Wolfe
- Siedem minut (1971) jako oficer Iverson
- Superwiedźmy (1975) jako Harry Sledge
- Bimbrowy interes (1977) jako Jim Bob
- Ostatni uścisk (1979) jako Dave Quittle
- Blues Brothers (1980) jako Tucker McElroy
- Melvin i Howard (1980) jako Ventura
- Szybka zmiana (1984) jako Moon Willis
- Rambo II (1985) jako szeryf Murdock
- Błyskawiczna zemsta (1986) jako mjr. Davis
- Dzika namiętność (1986) jako szef Irate
- Wyliczanka (1987) jako szeryf Charlie
- Nocny łowca (1987) jako sierżant J.J. Striker
- Otchłań kosmosu (1987) jako detektyw Ian MacLiamor
- Powrót niesamowitego Hulka (1988) jako Fouche
- Poślubiona mafii (1988) jako fryzjer Angeli
- Lista zabójstw (1989) jako Tom Mitchum
- Obcy z głębi (1989) jako płk. Kovacks
- Jednoosobowa armia (1989) jako Dante
- Ernest idzie do więzienia (1990) jako Warden Carmichael
- Miami Blues (1990) jako sierżant Bill Henderson
- Maniakalny glina 2 (1990) jako Lew Brady
- Naciągacze (1990) jako Hebbing
- Milczenie owiec (1991) jako Boyle
- Strzelając śmiechem (1991) jako przesłuchujący
- Oczy obserwatora (1992) jako Wilson
- Komary śmierci (1993) jako Ernie Buckle
- Worek na zwłoki (1993) jako menedżer drużyny bejsbolowej
- Filadelfia (1993) jako sędzia Garnett
- Dobry i zły glina (1994) jako David Stiles
- Okrutne prawo (1995) jako Pike
- Sędzia kalosz (1995) jako Jed
- Małolaty ninja na wojennej ścieżce (1995) jako Jack
- Telemaniak (1996) jako strażnik
- Stalowy rycerz (1997) jako płk. David
- Austin Powers: Agent specjalnej troski (1997) jako komandor Gilomour
- Pokochać (1998) jako rozgniewany Carny
- Austin Powers 2 – Szpieg, który nie umiera nigdy (1999) jako gen. Hawk
- Gruby i chudszy 2: Rodzina Klumpów (2000) jako generał z czterema gwiazdami
- Kandydat (2004) jako gen. Sloan
- DinoCroc (2004) jako szeryf Harper
- Wybór Fieldera (2005) jako Taco Bob
- Królowie Dogtown (2005) jako Nudie
- Annapolis (2006) jako Carter
- Jednooki potwór (2008) jako Mohtz
- Jak by to sprzedać (2009) jako Dick Lewiston
- Mroczne serce (2009) jako szeryf Sanders

Regularnie pojawiał się także gościnnie w popularnych serialach telewizyjnych; wystąpił m.in. w takich produkcjach jak: Star Trek, Kojak, Starsky i Hutch, Nieustraszony, Drużyna A, Prawnicy z Miasta Aniołów, Wojna i pamięć, Świat pana trenera, Renegat, Nowe przygody Supermana, Star Trek: Stacja kosmiczna, Diagnoza morderstwo, Ich pięcioro, Kancelaria adwokacka, Roswell: W kręgu tajemnic, Nagi patrol, Dowody zbrodni.